# Badanie wysokości dna macicy
Badanie wysokości dna macicy – jeden z elementów badania zewnętrznego ciężarnej, służący do oszacowania wieku ciążowego. Badanie polega na palpacyjnej ocenie położenia dna macicy w obrębie jamy brzusznej w stosunku do wyrostka mieczykowatego mostka.
Wysokość dna macicy w poszczególnych tygodniach ciąży:.
- 16. tydzień ciąży: 1–2 palce nad spojeniem łonowym,
- 20. tydzień ciąży: 2–3 poniżej pępka,
- 24. tydzień ciąży: wysokość pępka,
- 28. tydzień ciąży: 2–3 palce powyżej pępka,
- 32. tydzień ciąży: między pępkiem a wyrostkiem mieczykowatym,
- 36. tydzień ciąży: przylega do łuków żebrowych,
- 40 tydzień ciąży: 1–2 palce poniżej łuków żebrowych.

Jeśli wysokość dna macicy nie jest zgodna z określonym tygodniem ciąży, należy rozważyć :
- czy termin porodu został prawidłowo określony,
- czy wykluczono ciążę bliźniaczą, wielowodzie, płód olbrzymi,
- nieprawidłowe położenie płodu,
- obecność wad rozwojowych,
- wewnątrzmaciczne obumarcie płodu,
- występowanie wewnątrzmacicznego zahamowania wzrostu płodu.